# Шведсько-норвезька унія

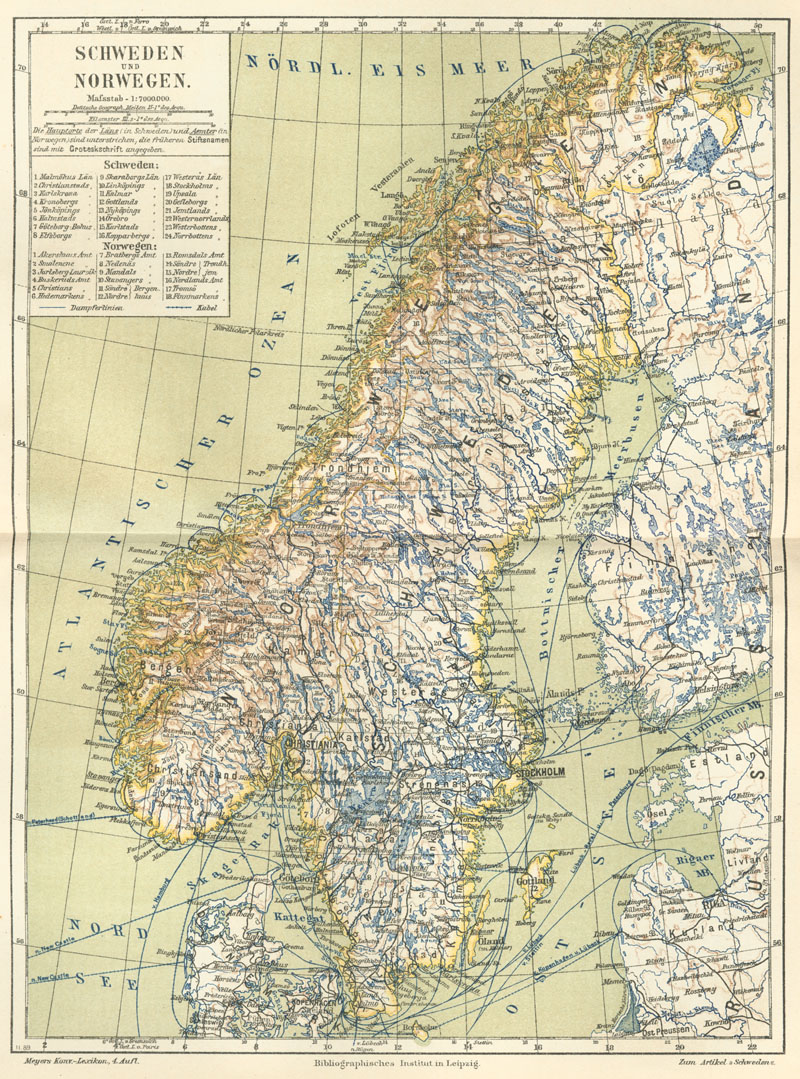
Швеція та Норвегія 1888 року

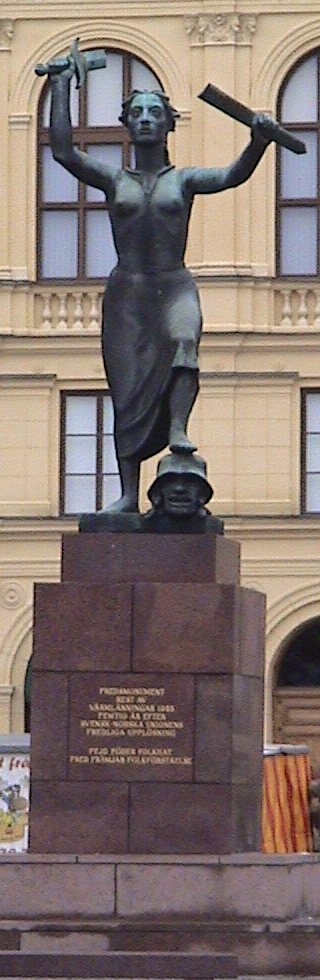
Пам'ятник на честь мирного розірвання унії в Карлстаді

Шведсько-норвезька реальна унія (швед. Svensk-norska unionen, Unionen mellan Sverige och Norge; норв. Unionen mellom Norge og Sverige) офіційно Сполучені королівства Швеції та Норвегії існувало у 1814—1905. Було утворене внаслідок завершення шведсько-норвезької війни 1814 року і підписання союзної угоди між країнами. Швеція зобов'язалася визнати внутрішню самостійність Норвегії і її Ейдсволльську конституцію 1814 року (з поправками, що враховували створення унії). Розірвана Карлстадськими угодами 1905 року, після чого Норвегія здобула повну незалежність і власного короля — Гокона VII.
Кожна з країн мала свою власну конституцію, закони, уряд, церкву, армію та валюту. Норвезьким урядом керували віце-королі (до 1829 — шведи, до 1856 — норвежці).

Прапор Швеції із позначкою унії в лівому верхньому кутку, 1844—1905

Прапор Норвегії із позначкою унії в лівому верхньому кутку, 1844—1899

## У мистецтві
- В 1906 Іван Амінофф написав роман «Норвезько-російська війна» (Kriget Norge-ryssland), який став своєрідним застереженням норвежцям, що розірвали шведсько-норвезьку унію.